# Elisabeth Terroux

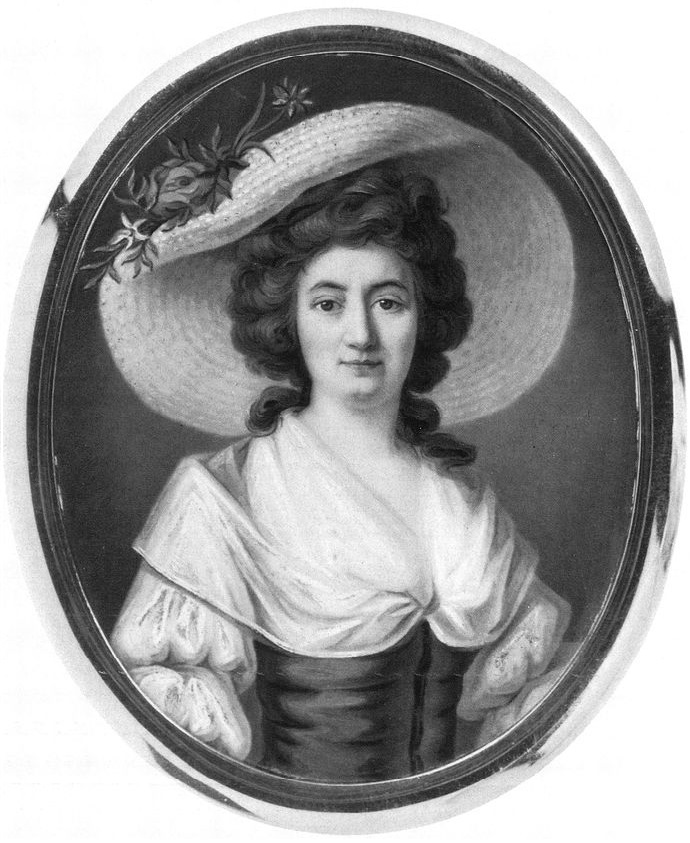
Selbstporträt von Elisabeth Terroux

Elisabeth Terroux (* 25. Juli 1759 in Genf; † 1822 in ebenda; heimatberechtigt ebenda) war eine Schweizer Miniaturenmalerin aus dem Kanton Genf.

## Leben
Elisabeth Terroux war eine Tochter von Abraham Terroux, Uhrmacher, und Elisabeth Martin. Sie heiratete David-Benjamin Bourgeois. Terroux liess sich bei Jean-François Favre zur Bildnisminiaturenkünstlerin ausbilden. Dieser hatte sich im Jahr 1775 mit Jacques Thouron in einer gemeinsamen Werkstatt zusammengeschlossen.
Das Talent der jungen Künstlerin war bekannt. Es war Gegenstand zeitgenössischer Kritik. Im Jahr 1789 stellte Terroux öffentlich in Genf Arbeiten aus. Erfolg und Wertschätzung auch in Russland bewogen Terroux nach St. Petersburg zu reisen und dort zu arbeiten. Ihr aus dem väterlichen Emailhandwerk entwickeltes Können, die minutiöse Wiedergabe von Details sowie ein vertieftes psychologisches Erfassen der menschlichen Seele liessen die Künstlerin Bildnisminiaturen von höchster Qualität anfertigen. Werke von Terroux befinden sich im Musée de l’horlogerie in Genf sowie im Museum Briner und Kern in Winterthur.